# Roelof Koets

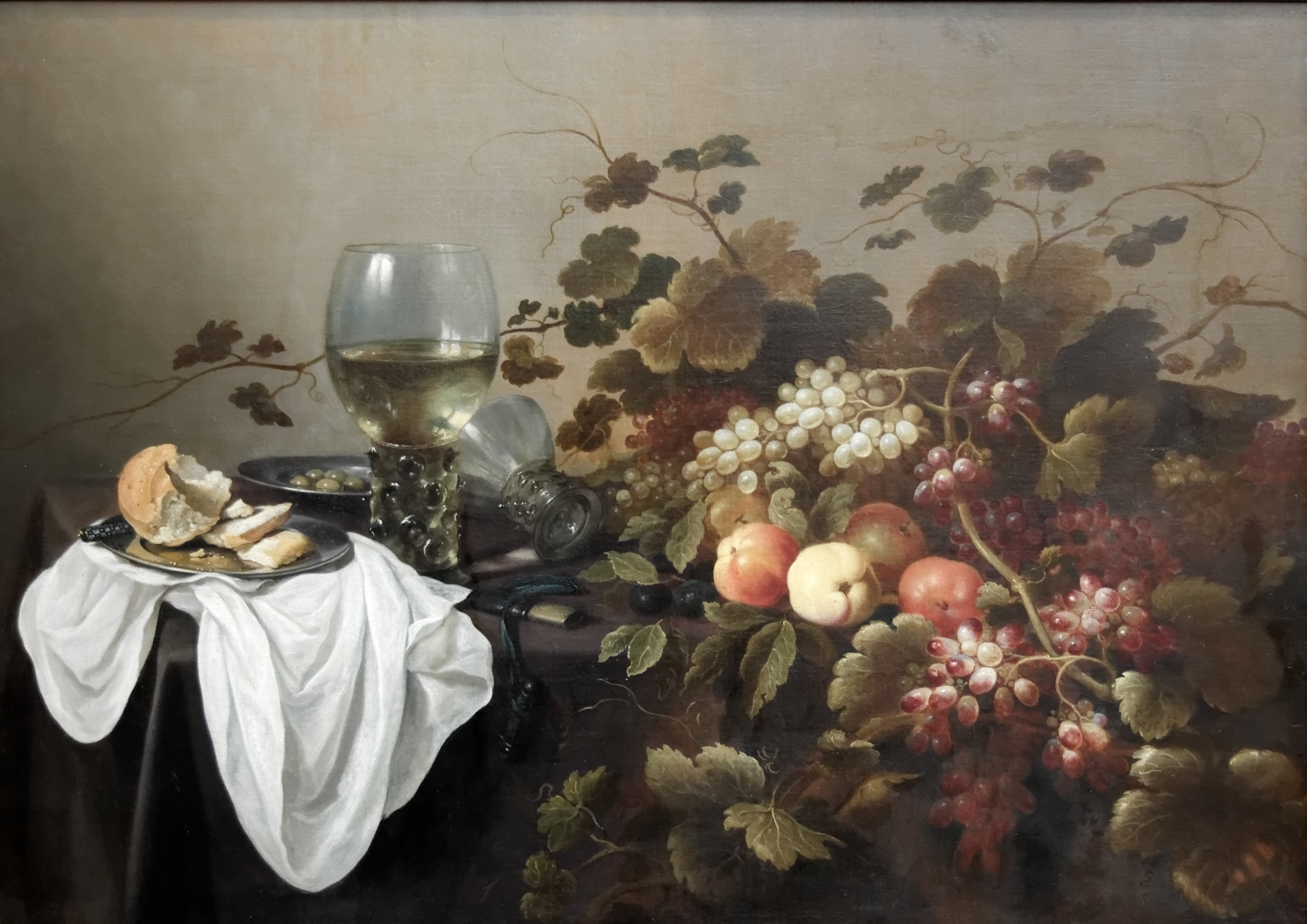
Pieter Claesz i Roelof Koets, Martwa natura z owocami i römerem, Muzeum Sztuk Pięknych w Budapeszcie

Roelof Koets (ur. 1592 w Haarlemie, zm. 5 stycznia 1655 tamże) – holenderski malarz barokowy, twórca martwych natur.

## Życiorys
Urodził się w rodzinie o tradycjach artystycznych, jego ojcem był mało znany malarz Andries Koets. Uczył się u Pietera Claesza i później został jego współpracownikiem. W 1642 został członkiem gildii św. Łukasza w rodzinnym mieście.
Roelof Koets malował początkowo pod wpływem mistrzów flamandzkich takich jak Jacob van Hulsdonck, później znalazł się pod wpływem swojego mistrza, Pietera Claesza i Jana van de Velde. Malował martwe natury przedstawiające owoce, najczęściej winogrona. Jego prace odznaczają się dekoracyjnością i dbałością o przedstawienie szczegółów. Miał wpływ na twórczość Florisa van Schootena.
W zbiorach Muzeum Narodowego w Warszawie znajduje się obraz Koetsa Deser.

## Roelof Koets II
W latach ok. 1640–1725 w Zwolle żył i pracował inny malarz noszący to samo imię i nazwisko. Zbieżność personaliów była powodem pomyłek w atrybucji dzieł obu malarzy. Roelof Koets II zajmował się malarstwem portretowym, był nauczycielem miniaturzysty Hermana Woltersa, męża malarki Henrietty van Pee.